# Jak zajíc přelstil líného hajného
Jak zajíc přelstil líného hajného (ve slovenském originále Ako zajac prekabátil lenivého horára) je československý animovaný večerníčkový seriál vyrobený v roce 1985, který zobrazuje příhody bystrého zajíce a líného hajného. Nakreslil a režíroval ho Josef Zeman.

## Seznam dílů
1. Pondělí
2. Úterý
3. Středa
4. Čtvrtek
5. Pátek
6. Sobota
7. Neděle